# Polysarcodes moestes
Polysarcodes moestes är en tvåvingeart som beskrevs av Paramonov 1937. Polysarcodes moestes ingår i släktet Polysarcodes och familjen rovflugor. Inga underarter finns listade i Catalogue of Life.